# Festival du film de Sundance 2018
Le festival du film de Sundance 2018, 34e édition du festival (34th Sundance Film Festival), organisé par le Sundance Institute, s'est déroulé du 18 au 28 janvier 2018.

## Jurys

### US Documentary Competition Jury
- Chaz Ebert
- Barbara Chai
- Simon Chinn
- Ezra Edelman
- Matt Holzman

### US Dramatic Competition Jury
- Rachel Morrison
- Jada Pinkett Smith
- Octavia Spencer
- Michael Stuhlbarg
- Joe Swanberg

### World Cinema Documentary Competition Jury
- Joslyn Barnes
- Billy Luther
- Paulina Suárez

### World Cinema Dramatic Competition Jury
- Hanaa Issa
- Ruben Östlund
- Michael J. Werner

## Déroulement et faits marquants
Le 27 janvier 2018, le palmarès est dévoilé : le grand prix du jury pour les films de fiction américains est décerné au film Come as You Are de Desiree Akhavan et le grand prix du jury pour les films documentaires américains est décerné au film Kailash de Derek Doneen. Pour les films étrangers, le grand prix du film de fiction est remis au film turc Butterflies de Tolga Karaçelik et le grand prix du film documentaire au film syrien Of Fathers and Sons de Talal Derki.

## Sélection

### En compétition

#### US Dramatic Competition
Films présentés en compétition dans la section US Dramatic :
- American Animals de Bart Layton
- Blaze de Ethan Hawke
- Blindspotting de Carlos López Estrada
- Burden d'Andrew Heckler
- Eighth Grade de Bo Burnham
- I Think We're Alone Now de Reed Morano
- The Kindergarten Teacher de Sara Colangelo
- Lizzie de Craig William Macneill
- Come as You Are (The Miseducation of Cameron Post) de Desiree Akhavan
- Monster de Anthony Mandler
- Monsters and Men de Reinaldo Marcus Green
- Nancy de Christina Choe
- Sorry to Bother You de Boots Riley
- The Tale de Jennifer Fox
- Tyrel de Sebastián Silva
- Wildlife : Une saison ardente (Wildlife) de Paul Dano

#### US Documentary Competition
- Bisbee 17 de Robert Greene
- Crime + Punishment de Stephen Maing
- Dark Money de Kimberly Reed
- The Devil We Know de Stephanie Soechtig
- Hal de Amy Scott
- Hale County This Morning, This Evening de RaMell Ross
- Inventing Tomorrow de Laura Nix
- Kailash de Derek Doneen
- Kusama - Infinity de Heather Lenz
- The Last Race de Michael Dweck
- Minding the Gap de Bing Liu
- On Her Shoulders d'Alexandria Bombach
- The Price of Everything de Nathaniel Kahn
- Seeing Allred de Sophie Sartain et Roberta Grossman
- The Sentence de Rudy Valdez
- Three Identical Strangers de Tim Wardle

#### World Cinema Dramatic Competition
Films présentés en compétition dans la section World Dramatic :
- And Breathe Normally de Ísold Uggadóttir  Islande
- Butterflies de Tolga Karaçelik  Turquie
- Dead Pigs de Cathy Yan  Chine
- The Guilty de Gustav Möller  Danemark
- Holiday d'Isabella Eklöf  Danemark  Pays-Bas  Suède
- Loveling (Benzinho) de Gustavo Pizzi  Brésil  Uruguay
- Pity de Babis Makridis  Grèce  Pologne
- The Queen of Fear de Valeria Bertuccelli et Fabiana Tiscornia  Argentine  Danemark
- Rust de Aly Muritiba  Brésil
- Time Share (Tiempo Compartido) de Sebastián Hofmann  Mexique  Pays-Bas
- Un Traductor de Rodrigo Barriuso et Sebastián Barriuso  Canada  Cuba
- Yardie d'Idris Elba  Royaume-Uni

#### World Cinema Documentary Competition
- Anote's Ark de Matthieu Rytz  Canada
- Une année polaire (A Polar Year) de Samuel Collardey  France
- A Woman Captured de Bernadett Tuza-Ritter  Hongrie
- Genesis 2.0 de Christian Frei et Maxim Arbugaev  Suisse
- Matangi / Maya / M.I.A. de Stephen Loveridge  Sri Lanka/ Royaume-Uni/ États-Unis
- Of Fathers and Sons de Talal Derki  Allemagne/ Syrie/ Liban/ Qatar
- Our New President de Maxim Pozdorovkin  Russie/ États-Unis
- Shirkers de Sandi Tan  États-Unis
- The Cleaners de Moritz Riesewieck et Hans Block  Allemagne/ Brésil
- The Oslo Diaries de Mor Loushy et Daniel Sivan  Israël/ Canada
- This Is Home d'Alexandra Shiva  Jordanie/ États-Unis
- Westwood: Punk, Icon, Activist de Lorna Tucker  Royaume-Uni

### Hors compétition

#### Premières
Films présentés hors compétition dans la section Premières :
- Opération Beyrouth (Beirut) de Brad Anderson
- The Catcher Was a Spy de Ben Lewin
- Colette de Wash Westmoreland
- Come Sunday de Joshua Marston
- Pionnière (Damsel) de David Zellner et Nathan Zellner
- Don't Worry, He Won't Get Far on Foot de Gus Van Sant
- A Futile and Stupid Gesture de David Wain
- The Happy Prince de Rupert Everett
- Hearts Beat Loud de Brett Haley
- Juliet, Naked de Jesse Peretz
- A Kid Like Jake de Silas Howard
- Leave No Trace de Debra Granik
- The Long Dumb Road de Hannah Fidell
- Ophélie (Ophelia)  de Claire McCarthy, d'après le roman de Lisa Klein
- Private Life de Tamara Jenkins
- Puzzle de Marc Turtletaub
- What They Had de Elizabeth Chomko

## Palmarès

### Longs métrages
- Grand Jury Prize - U.S. Dramatic : Come as you are de Desiree Akhavan
- U.S. Dramatic Audience Award : Burden d'Andrew Heckler
- U.S. Dramatic Directing Award : The Kindergarten Teacher de Sara Colangelo
- U.S. Dramatic Waldo Salt Screenwriting Award : Nancy de Christina Choe
- Grand Jury Prize - U.S. Documentary : Kailash de Derek Doneen
- World Cinema Grand Jury Prize - Dramatic : Butterflies de Tolga Karaçelik
- World Cinema Dramatic Audience Award : The Guilty de Gustav Möller
- World Cinema Dramatic Directing Award : And Breathe Normally de Isold Uggadottir
- World Cinema Dramatic Special Jury Award for Acting : Valeria Bertuccelli, dans The Queen of Fear
- World Cinema Dramatic Special Jury Award for Screenwriting : Time Share (Tiempo Compartido), écrit par Julio Chavezmontes et Sebastián Hofmann
- World Cinema Dramatic Special Jury Award for Ensemble Acting : Dead Pigs de Cathy Yan
- World Cinema Grand Jury Prize - Documentary : Of Fathers and Sons de Talal Derki